# Azarmiducte
Azarmiducte (em persa médio: Āzarmīgdukht; em persa: آذرمی‌دخ, Āzarmīdokht) foi a rainha (bambishn) do Império Sassânida de 630 a 631. Era filha do xá Cosroes II (r. 590–628) e foi a segunda rainha sassânida, sendo a primeira sua irmã Borana, que governou antes e depois dela. Chegou ao poder depois que seu primo Sapor V foi deposto pela facção parsigue (persa) liderada por Perozes Cosroes, que lhe ajudou a subir ao trono. Porém, foi morta em 631 por Rustã Farruquezade em retaliação por ter matado o pai dele.

## Nome
Azarmidocte (Āzarmīdoχt) é a variante persa nova de seu nome, que foi registrado em persa médio como Azarmiducte (Āzarmīgduχt). Ele significa "filha do respeitado", referindo-se a seu pai Cosroes II (r. 590–628).

## Vida

### Antecedentes e primeiros anos

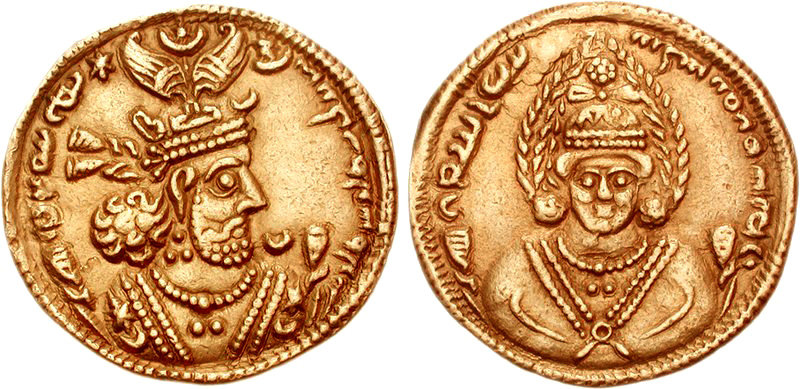
Dinar de r.

Azarmiducte era filha do último xá proeminente do Irã, Cosroes II, que foi deposto e executado em 628 por seu próprio filho Cavades II, que executou todos os seus irmãos e meio-irmãos, incluindo o herdeiro Merdasas. Isso foi um duro golpe para o império, do qual jamais se recuperaria. Azarmiducte e sua irmã Borana teriam criticado e repreendido Cavades II por suas ações bárbaras, o que o fez sentir remorso.
A queda de Cosroes culminou numa guerra civil que durou quatro anos, com os membros mais poderosos da nobreza ganhando total autonomia e criando seu próprio governo. As hostilidades entre as famílias nobres persas (parsigues) e partas (pálaves) reiniciaram, o que dividiu a riqueza do país. Poucos meses depois, uma praga devastadora varreu as províncias ocidentais, matando metade de sua população, até Cavades. Foi sucedido por seu filho de oito anos Artaxer III, que foi morto em 630 pelo distinto general iraniano Sarbaro, que por sua vez foi assassinado quarenta dias depois em um golpe pelo líder dos pálaves, Farruque Hormisda, que ajudou Borana a subir ao trono. No ano seguinte, foi deposta e substituída por seu primo Sapor V (que também era filho de Sarbaro). Seu governo provou ser ainda mais breve do que o de seu antecessor - sendo deposto depois de menos de um ano pela facção parsigue liderada por Perozes Cosroes, que ajudou Azarmiducte a subir ao trono.

### Reinado

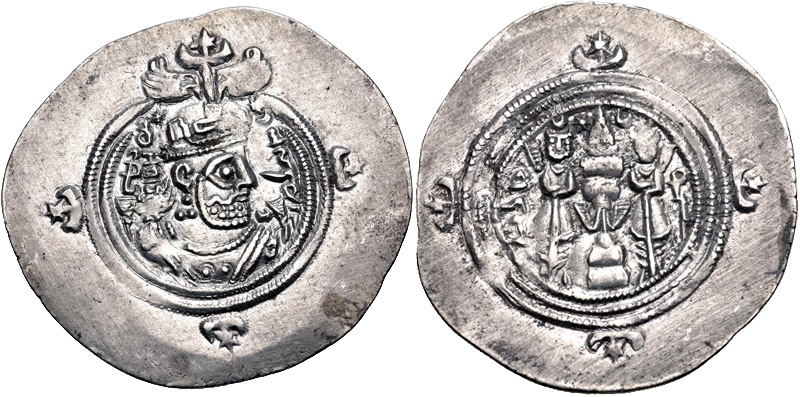
Dracma de Farruque Hormisda

Quando foi eleita rainha, afirmou que a gestão do país seria igual a de seu pai. Farruque Hormisda, a fim de fortalecer sua autoridade e criar um modus vivendi entre pálaves e parsigues, pediu lhe em casamento, mas ela declinou. Após a recusa, ele "não se esquivou mais do trono", declarando "Hoje sou o líder do povo e pilar do país do Irã". Ele começou a cunhar moedas à moda dos xás, sobretudo em Estacar em Pérsis e Niavande na Média. Para lidar com ele, a rainha supostamente se aliou ao mirrânida Siauascis, que era o neto de Barã Chobim, o famoso general (aspabedes) e brevemente xá do Irã. Com a ajuda dele, matou Farruque Hormisda.
O filho de Farruque Hormisda, Rustã Farruquezade, que à época estava estacionado na região nordeste do Coração, o sucedeu como o líder pálave. A fim de vingar seu pai, liderou tropas para Ctesifonte, a capital do Império Sassânida, "derrotando todos os exércitos de Azarmiducte que encontrou". Então derrotou as forças de Siauascis em Ctesifonte e capturou a cidade. Azarmiducte foi cegada e morta por Rustã, que restaurou Borana ao trono. Após este incidente, o centro de poder do império possivelmente mudou para o nordeste, que era a terra natal dos pálaves, e era a área para onde Isdigerdes III, o último xá, finalmente fugiu em busca de ajuda contra a invasão árabe do Irã.

### Cunhagem e ideologia imperial

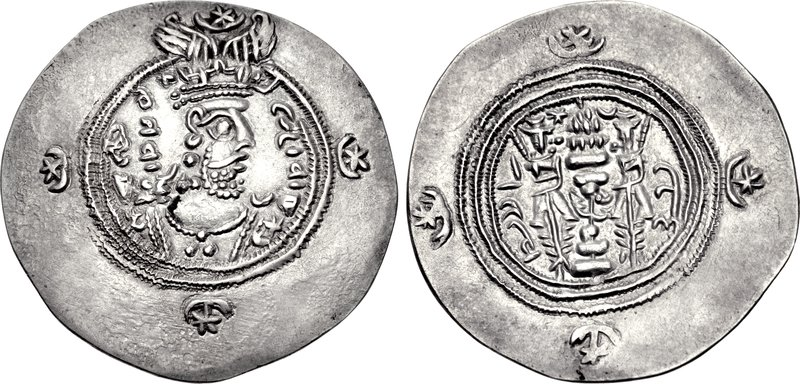
Dracma de

Durante seu breve reinado, teve moedas cunhadas com a imagem de seu pai no anverso, com a inscrição khwarrah abzūd ("Aumento na Glória") e a coroa alada representando Artagnes, o nome do deus da vitória. No reverso, há o altar do fogo regular sassânida tardio com dois zeladores. A razão para colocar seu pai não foi devido ao seu gênero, já que não era tão significativo em comparação com a relação do governante com a família real sassânida, e mais essencialmente com Cosroes, que foi considerado o último xá adequado e legítimo do Irã. O motivo para cunhar moedas com a efígie dele foi, assim, restaurar sua imagem e a de sua casa, uma tentativa que foi feita pela primeira vez por sua irmã Borana, que no entanto não usou uma imagem de seu pai, mas em vez disso, recorreu para homenageá-lo referindo-se a ele em suas inscrições. No entanto, na época em que Azarmiducte subiu ao trono, uma inscrição pode não ter sido suficiente, resultando na colocação da imagem de Cosroes no anverso.

### Personalidade, aparência e realizações
Fontes islâmicas descrevem-na como uma mulher inteligente e muito cativante. De acordo com o historiador do século X Hâmeza de Ispaã, o agora perdido livro de Ketāb ṣowar molūk Banī Sāsān ("O livro de gravuras sassânidas") a retratou como "sentada, vestindo um vestido vermelho bordado e calças com tachas azul-celeste, segurando um machado de batalha em sua mão direita e apoiada numa espada segura em sua mão esquerda." A construção de um castelo em Assadabade é atribuído a ela. Seu título era "a Justa".